# Margaret Buckingham
Margaret Buckingham, (Romsey, Hampshire, Regne Unit, 2 de març de 1945) és una biòloga del desenvolupament britànica que treballa en els camps de la miogènesi i la cardiogènesi. És professora honorària de l'Institut Pasteur de París i directora emèrita del Centre national de la recherche scientifique (CNRS). És membre de l'Organització Europea de Biologia Molecular (EMBO), de l'Academia Europaea i de l'Acadèmia Francesa de Ciències.

## Biografia
Margaret Buckingham es va educar a Escòcia i a la Universitat d'Oxford, on es va doctorar en Bioquímica. Per fer les pràctiques postdoctorals, es va incorporar al laboratrori de François Gros a l'Institut Pasteur de París, quan va esdevenir cap de la Unitat de Bioquímica del Departament de Biologia Molecular, l'any 1972, on posteriorment va seguir la seva carrera científica. És professora honorària de l'Institut Pasteur i directora emèrita del Centre national de la recherche scientifique (CNRS). És membre del consell científic de l'European Research Council i presideix el comitè de premis de la Fundació Lefoulon-Delalande per a la recerca cardiovascular. L'any 2013 va rebre la medalla d'or del CNRS. És membre de l'Acadèmia Francesa de Ciències, membre estrangera/honorària de la Royal Society de Londres/Edimburg i associada estrangera de l'Acadèmia Nacional de Ciències dels EUA. També és membre de l'EMBO i de l'Acadèmia Europaea. Té nacionalitat francesa i britànica, i està casada amb Richard Buckingham, que fou redactor en cap de Biochimie, i té tres fills.

## Investigació científica
Margaret Buckingham és una biòloga del desenvolupament que està interessada en com les cèl·lules multipotents primitives adquireixen especificitat dels teixits durant l'embriogènesi. Ha estudiat tant la formació del múscul esquelètic com del cor, utilitzant les eines de la genètica molecular del ratolí per caracteritzar el comportament cel·lular i per identificar els gens que governen les opcions del destí cel·lular.
A partir de la investigació pionera sobre l'expressió, l'estructura i la regulació in vivo dels gens musculars, ella i el seu laboratori van passar a estudiar els factors reguladors miogènics, demostrant que MYF5 està present abans que MyoD a l'embrió i que en absència. de MYF5 i MYF4, les cèl·lules no aconsegueixen formar múscul esquelètic i adquireixen altres destins de cèl·lules mesodèrmiques. La caracterització dels potenciadors de MYF5 va revelar un paper directe de Pax3 en la seva activació transcripcional a diferents llocs de miogènesi. A partir de pantalles genètiques, van identificar altres dianes de Pax3, demostrant el paper central de Pax3 en la xarxa reguladora del gen que condueix a l'inici de la miogènesi a l'embrió. Van descobrir una població de progenitors positius Pax3/Pax7 que són essencials per al desenvolupament muscular fetal i van demostrar que les cèl·lules satèl·lits positives Pax associades a fibres adultes constitueixen cèl·lules mare per a la regeneració muscular. Van identificar gens, inclòs Pitx2/3, que afecten el comportament d'aquestes cèl·lules i van demostrar que l'ARNm de MYF5, present en cèl·lules satèl·lits quiescents, queda segrestat fins que aquestes cèl·lules s'activen després d'una lesió.
La seva principal contribució a la cardiogènesi és la identificació del segon camp cardíac (SHF) com una font important de cèl·lules progenitores cardíaques que formen regions específiques del cor. El comportament d'aquestes cèl·lules està controlat per xarxes reguladores de gens i vies de senyalització, exemplificades pel gen FGF10. L'anàlisi clonal retrospectiva va complementar el seu treball sobre l'SHF i va establir un arbre de llinatge per al miocardi, on el segon llinatge defineix la contribució SHF mentre que el primer llinatge aporta tot el miocardi ventricular esquerre. Aquesta anàlisi va revelar les relacions clonals entre diferents sublinatges que contribueixen tant al múscul cardíac als pols del cor com als músculs esquelètics anteriors que no estan sota el control de Pax3. A més de la seva importància conceptual per a la cardiogènesi, aquest treball també té implicacions biomèdiques per a les malformacions cardíaques congènites.

## Premis i honors
- Comandant de la Legió d'Honor, 2018
- Membre honorari de la Royal Society of Edinburgh, 2014[1]
- Membre estranger de la Royal Society, 2013
- Medalla d'Or CNRS, 2013 [2]
- Comandant de l'Orde Nacional del Mèrit, 2013
- Oficial de la Legió d'Honor, 2011
- Associat estranger de l'Acadèmia Nacional de Ciències, EUA, 2011
- Premi a tota la vida de la Societat Americana de Biologia del Desenvolupament, 2010
- Oficial de l'Orde Nacional del Mèrit, 2008
- Legió d'Honor, 2002
- Medalla de plata CNRS, 1999 [3]
- Membre de l'Acadèmia Europaea, 1998
- Premi Jaffé de l'Acadèmia de Ciències, 1990
- Membre de l'Organització Europea de Biologia Molecular (EMBO)